# La Jument du roi
La Jument du roi est une pièce de théâtre de Jean Canolle créée au Théâtre de Paris en 1959. Elle s'inspire d'un événement historique : le mariage du roi Henri VIII avec Anne de Clèves. Reprise depuis octobre 2010 par les comédiens de la Petite Comédie au théâtre de la Main d'Or dans le 11e arrondissement de Paris (avec Axel Blind, Marina Cristalle, Jean-Laurent Silvi, Denis Souppe, Frédéric Guignot, Sylvain Mossot et Jean-Claude Eskenazi).
Création au Théâtre de Paris en 1959 :
- Mise en scène : Jacques Fabbri
- Décors et costumes : Yves Faucheur

## Casting
- Anne de Clèves : Sophie Desmarets
- Henri VIII : Jacques Fabbri
- Wriotestley : Claude Piéplu
- Godsalve : Bernard Sancy
- Cromwell : Raymond Jourdan
- Norfolk : Jacques Couturier
- Cranmer : Jean Coste
- Mount : Jacques Gaffuri
- Le Troubade : Michel Bouleau
- Holbein : Gabriel Jabbour
- Le Chancelier de Clèves : Charles Charras
- Madame Brempt : Paulette Frantz
- Madame Schwarzenbrock : Ludmila Hols
- Madame Osnabrück : Elsa Kine
- Catherine Howard : Fiamma Walter
- Une dame de compagnie : Nadia Barentin
- Une dame de compagnie : Frédérique Cantrel
- Le secrétaire : Alain Janey